# Richard Birdsall Rogers
 (mai 2017).
Si vous disposez d'ouvrages ou d'articles de référence ou si vous connaissez des sites web de qualité traitant du thème abordé ici, merci de compléter l'article en donnant les références utiles à sa vérifiabilité et en les liant à la section « Notes et références ».
Richard Birdsall Rogers (15 janvier 1857 - 2 octobre 1927) était un ingénieur canadien en construction et en mécanique qui a entre autres participé à la réalisation de l'ascenseur hydraulique de Peterborough dans la province de l'Ontario au Canada.

## Biographie
De 1874 à 1878, il a étudié à l'Université McGill de Montréal où il a décroché son diplôme d'ingénieur. Il a suggéré l'utilisation d'un ascenseur hydraulique au Ministre des canaux et des chemins de fer (John Haggart) qui lui avait demandé en 1896 d'étudier ce type de réalisations en Europe (Belgique, France, Grande-Bretagne).